# Acachapan y Colmena 2.ª Sección (La Arena)
Acachapan y Colmena 2.ª Sección (La Arena) es una localidad del municipio de Centro ubicado en la subregión centro del estado mexicano de Tabasco.

## Geografía
La localidad de Acachapan y Colmena 2.ª Sección (La Arena) se sitúa en las coordenadas geográficas 18°02′51″N 92°49′30″O / 18.047500, -92.825000, a una elevación de 10 metros sobre el nivel del mar.

## Demografía
Según el Conteo de Población y Vivienda 2005, efectuado por el Instituto Nacional de Estadística y Geografía, Acachapan y Colmena 2.ª Sección (La Arena) tenía 895 habitantes, en 2010 la población era de 996 habitantes, y para 2020 había 1,186 habitantes, de los cuales 591 son del sexo masculino y 595 del sexo femenino.
| Gráfica de evolución demográfica de Acachapan y Colmena 2.ª Sección (La Arena) entre 2005 y 2020 |
|                                                                                                  |
| INEGI.                                                                                           |